# Ёмкость катионного обмена
Ёмкость катионного обмена (ЁКО) — общее количество катионов одного рода, удерживаемых почвой в обменном состоянии при стандартных условиях и способных к обмену на катионы взаимодействующего с почвой раствора.
Величину ёмкости выражают в миллиграмм-эквивалентах на 100 г почвы или её фракции.
Термин по ГОСТу:
Ёмкость катионного обмена почвы — максимальное количество катионов, которое может быть удержано почвой в обменном состоянии при заданных условиях.
В водоочистке — рассчитывается исходя из объемной способности ионита произвести реакцию обмена катионов на равное количество катионов из очищаемой воды. В этом случае ионирование производится с целью замены катионов, находящихся в воде, на катионы, которыми катионит заряжен при регенерации.
Величину расчетной обменной емкости (РОЕ) выражают в миллиграммах эквивалентах на 1000 мл воды.